# Abroscopus superciliaris
El mosquitero cejiblanco (Abroscopus superciliaris) es una especie de ave paseriforme de la familia Cettiidae propia del sudeste asiático.

## Distribución y hábitat
Se distribuye por el sudeste asiático desde el extremo nororiental del subcontinente indio y el sur de China hasta Indochina y la península malaya, además de las islas de Sumatra, Borneo y Java, y otras islas menores circundantes. Su  hábitat natural son los bosques húmedos tanto tropicales como subtropicales.